# Høj
En høj er en del af landskabet som er højereliggende end omgivelserne, men som ikke er et bakke. Der er ingen entydig skillelinje mellem høje og bakker. Ofte er bakker større end høje - og høje er større end tuer.
Høje beskrives ofte i forhold til et punkts højde over havets overflade. Men det er misvisende. En høj skal primært defineres ud fra, hvor stejle dens sider er, og hvor stor en højdeforskel der er fra bund til top.